# Jean Macé
Jean Macé – stacja metra w Lyonie, na linii B. Stacja została otwarta 14 września 1981.